# علي حسنين (ممثل)
علي حسنين (13 يناير 1939 - 12 أغسطس 2015 ) هو ممثل مصري.

## عن حياته
عمل في التمثيل عام 1954. عمل بين السينما والمسرح والتلفزيون ومن أشهر أدواره «عم زرياب» في فيلم آيس كريم للمطرب عمرو دياب، والشيخ الضرير في فيلم كيت كات للفنان محمود عبد العزيز.

## أعماله
- مسلسل ابن تيمية (مسلسل)
- بلاط الشهداء، أولاد آدم،
- رأفت الهجان الجزء الثالث (مسلسل)
- البحث عن سيد مرزوق (فيلم)
- خرج ولم يعد (فيلم)
- الوزير العاشق (مسرحية)
- حرث الدنيا مسلسل
- ألف ليلة وليلة 1991م (مسلسل)
- آيس كريم في جليم (فيلم) زرياب
- الكيت كات (فيلم)
- هو فيه أيه؟ (فيلم)
- كتكوت (فيلم)
- فريسكا (مسلسل)
- العميل 1001 (مسلسل)
- سارة (مسلسل)
- ورقة شفرة (فيلم)
- بدل فاقد (فيلم)
- حرب الجواسيس (مسلسل)
- اللص والكتاب (مسلسل)
- الكبير أوى (مسلسل)
- المواطن X (مسلسل)
- لسه بدري (مسلسل) اخر اعماله عم سمير
- مسلسل إذاعى خميس راح باريس، بطولة نور الشريف وسيناريو الكاتب الكبير محمد الحفناوى سويلم، عام 2007

إنتاج شركة يارو للإنتاج الفنى وشركة ميديا لاين
١٠شارع احمد تيسير، مصر الجديدة

## وفاته
توفي الفنان علي حسنين بعد صراع طويل مع سرطان الكبد عن عمر يناهز 76 عاماً في 12 أغسطس 2015.

## روابط خارجية
- علي حسنين على موقع IMDb (الإنجليزية)
- علي حسنين على موقع الدهليز
- علي حسنين على موقع قاعدة بيانات الأفلام العربية
- علي حسنين على موقع كينوبويسك (الروسية)